# Афганістан на літніх Олімпійських іграх 1996
Афганістан на літніх Олімпійських іграх 1996 року в Атланті був представлений 2 спортсменами і двох видах спорту — бокс і легка атлетика. Прапороносцем на церемонії відкриття Олімпійських ігор був боксер Мохаммад Аман. Аман був дискваліфікований після того, як він запізнився на зважування. Інший учасник, марафонець Абдул Басер Васікі, пошкодив підколінне сухожилля перед забігом. Тим не менш, він взяв участь у марафоні, але фінішував останнім, більше ніж через дві години після переможця.
Афганістан вдесяте взяв участь в Олімпіаді. Афганські атлети не здобули жодної медалі.

## Легка атлетика
| Спортсмен          | Дисципліна        | Фінал     | Фінал |
| Спортсмен          | Дисципліна        | Результат | Місце |
| ------------------ | ----------------- | --------- | ----- |
| Абдул Басер Васікі | марафон, чоловіки | 4:24:17   | 111   |